# ジョージア共和党 (アメリカ合衆国)
ジョージア共和党（ジョージアきょうわとう、Georgia Republican Party）は、アメリカ合衆国のジョージア州における二大政党のうちの一つ。全国政党である共和党の傘下にある。

## 歴史

### レコンストラクションとジム・クロウ
アメリカ南北戦争の後、ジョージア州はまず軍政府の支配下に置かれた。その後1868年、共和党が議会を掌握し、加えて同党のルーファス・ブロックが知事に選出された。共和党支持者の多くは州の人口の44%を占めるアフリカ系アメリカ人であり、さらに北部の山岳地帯に住む白人層からも支持を受けた。ブロックはジョージア州において共和党から選出された初の知事であった。だが彼は弾劾の脅威を受けたことから、1871年に州から脱出した。知事権限は上院議長ベンジャミン・コンリーに引き継がれた。（現代では副知事が設置されており、知事が任務不能となった場合には副知事がその任務を代行することになっている。しかしながら当時はまだ副知事の役職は創設されていなかった。）共和党から2人目の知事となったコンリーの在任期間は、わずか72日であった。議会は迅速な特別選挙を実施し、コンリーの後任には民主党のジェイムズ・ミルトン・スミスが就き、ジョージア州のレコンストラクション時代は終わりを迎えた。
1882年以降、共和党はジョージアにおいて知事その他の候補を擁立することはなく、民主党による一党支配が固定化した。20世紀にはいると、共和党は州内の白人層から「黒人の党」という評価を受けるようになり、買収を受けた白人との間で内紛を起こすようになった。投票登録のできる黒人層は共和党を支持する傾向があり、ジム・クロウの時代において共和党はジョージア州議会で常に少数派であった。1907年にマッキントシュ郡のW・H・ロジャーズが辞任して以降、アフリカ系アメリカ人の被選挙権は完全に剥奪された状態となった。黒人の有権者は白人の議員のみを選ぶことができた。

### 復活（1961年-現代）
1961年、1人の青年がジョージア共和党の選挙事務長ジェフ・デイヴィスを訪ねた。その青年はニュート・ギングリッチであった。彼はジョージア共和党の政治に新しい風を持ち込んだ。彼は国家に対して強い影響力を持つ、競争力の高い共和党を目指した。デイヴィス事務長は楽観的かつ用心深い気質であったが、将来の選挙における勝利を確実なものとするために、この青年とともに働くことを選択した。1966年、共和党のハワード・キャラウェイは州知事選挙において多数の票を獲得したが、勝利には至らなかった。この選挙は民主党が支配するジョージア州議会により、民主党候補レスター・マドックスに有利となる方式に定められていた。1970年代のウォーターゲート事件の中で、民主党からジミー・カーターが大統領として選出されたが、彼はジョージア州の出身であった。共和党は直近10年間の選挙に連敗し、さらにはジョージア州出身の大統領を民主党から輩出されてしまったことついて、自ら「暗黒の日々」と主張した。ジョージア共和党は主要政党になることを目指して、苦難の中で1960年代、1970年代、そして1980年代を進んだ。1979年のニュート・ギングリッチの連邦下院選挙のように、選挙で勝利することもあった。1980年にはマック・マッティングリーが連邦上院議員に当選した。だが後続の選挙での結果の繋がることはなかった。
党の運命は、1990年代になってようやく回り始めた。この10年間において共和党は、州議会で多数派を獲得するようになった。民主党は州議会において区割り改正を採択したが、これが裏目に出た形となった。また国事案件ではジョージア州が中心的役割を果たすようになり、連邦下院議長に就いたニュート・ギングリッチはその代表的な人物である。
2002年にはソニー・パーデューが州知事に当選。レコンストラクション以降で初めて、共和党から州知事が選出された。彼は2003年から2011年まで2期8年、州知事を務めた。共和党は2002年と2004年に州議会の上下両院での支配権を獲得した。

## シンボルと名前
ジョージア共和党のマスコット（シンボル）はゾウである。ゾウのシンボルは、もともと風刺漫画家トマス・ナストにより制作されたものであり、ユリシーズ・グラント大統領が三選可能であったことの批判に応じたものである。 

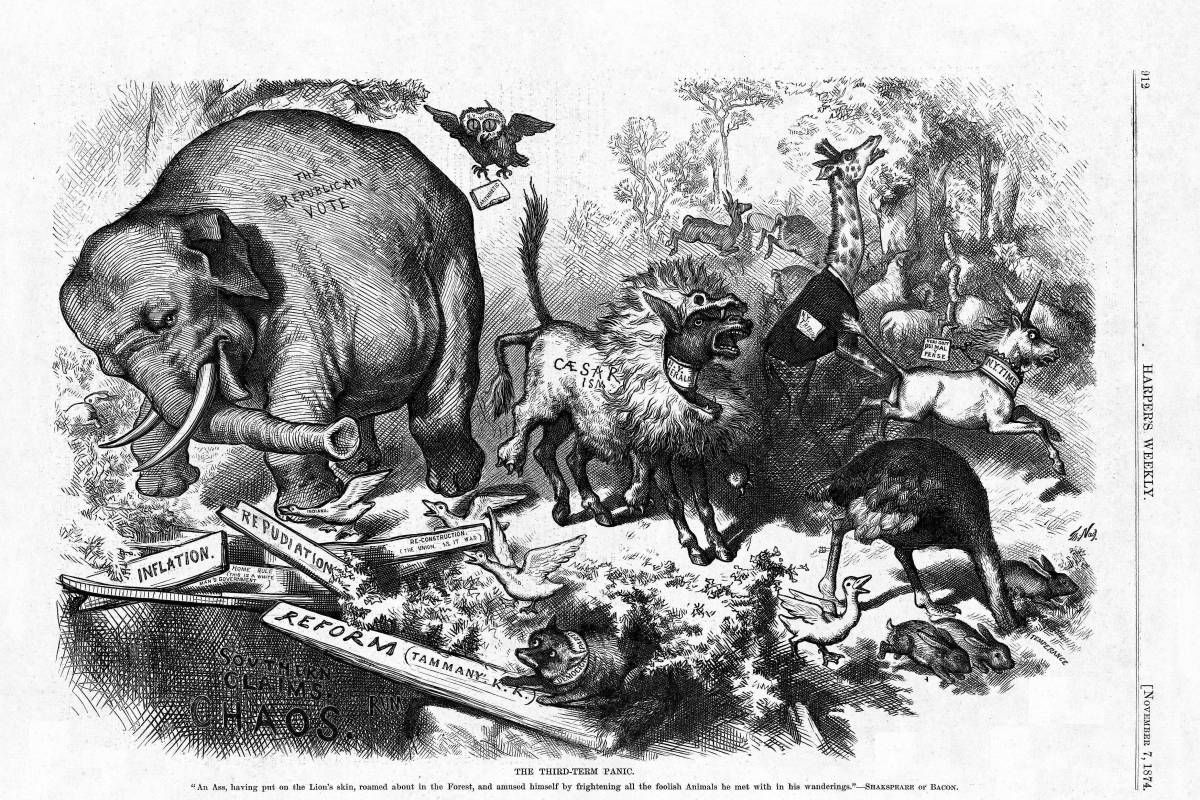
党のシンボルの描写

漫画のイメージはイソップ寓話の一つ「ライオンの皮を被ったロバ」から採られた。
最後にキツネを襲ったとき、ロバはキツネを驚かせようとした。しかしながらキツネはロバの声を聴いた瞬間、こう返した。「お前の間抜けな鳴き声を聞かなければ、震えあがっていただろうね。」
この寓話の教訓とは、愚か者が自身の外見をいくら偽ろうとも、言葉は真実の姿を明らかにするということである。ナストはニューヨーク・ヘラルド紙について、周囲に恐れられる猛々しいライオンではなく、嘲笑される騒々しいロバであったと示唆した。ニューヨーク・ヘラルドの出版者ジェイムズ・ゴードン・ベネットによる「シェイクスピアかベーコンか」には、この寓話が引用されている。これはシェイクスピアの作品が実際にはフランシス・ベーコン卿によって執筆されたという説である。ナストには、このベネットの主張を愚弄する意図が含まれていた。
現代では、ゾウのシンボルは慣習的なものとなり、選挙活動や党の物品などに使用されている。多くの人々はゾウが使用されていることについて、その歴史や背景を理解しているのではなく、単なる政治的活動におけるシンボルとして認識しているだろう。
共和党のゾウは、民主党のロバに相対する存在となっている。

### ソーシャルメディア
- ジョージア共和党Facebookページ @ https://www.facebook.com/GAGOP
- ジョージア共和党Twitter @ twitter.com/GaRepublicans